# Soubran
Soubran är en kommun i departementet Charente-Maritime i regionen Nouvelle-Aquitaine i västra Frankrike. Kommunen ligger  i kantonen Mirambeau som ligger i arrondissementet Jonzac. År 2022 hade Soubran 419 invånare.

## Befolkningsutveckling
Antalet invånare i kommunen Soubran
Referens:INSEE